# Корејска галија
Корејска галија (кореј. 판옥선, енгл. Panokseon) је врста ратног брода који је интензивно коришћен у морнарици краљевине Чосон од 15. до 17. века.

## Карактеристике
Паноксеон (у преводу са корејског брод покривен даскама или брод са надоградњом) је био галија широког трупа, облог дна и плитког газа, грађена од масивне дрвене грађе, са две палубе и дрвеном кулом (или замком) на средини. Дужина  ових бродова била је у просеку од 50 до 70 стопа (15 до 21 м), а посада је имала 125 људи. Покретали су се мешовито на весла и на једра, смештена на два јарбола. Доња палуба, потпуно затворена кровом од дасака,  била је намењена веслачима, који су тако у току борбе били заштићени од нападача, док је отворена горња палуба, изнад ње, била заштићена високим дрвеним грудобранима и служила за смештај војника и артиљерије. Дрвена кула на средини горње палубе била је командно место за заповедника. Ове галије биле су налик на пловеће тврђаве, конструисане тако да омету напад абордажом, уобичајени облик поморског ратовања у то време.

### Наоружање
Корејска галије биле су наоружане већим бројем топова различитих величина. Први корејански бродови наоружани топовима појавили су се средином 14. века: први топови стигли су у Кореју из Кине у доба династије Јуан, а ливени су у Кореји од 1377. Топови на кореанским бродовима делили су се по величини у 4 типа (највећи типа небо, затим земља, црни и жути, најмањи), који су испаљивали гвоздену и камену ђулад или, чешће, масивне дрвене стреле са гвозденим врхом (највећи топови типа небо ипаљивали су стреле дужине 10 стопа), које су лако пробијале палубу или бокове непријатељских бродова.